# 久留米藩

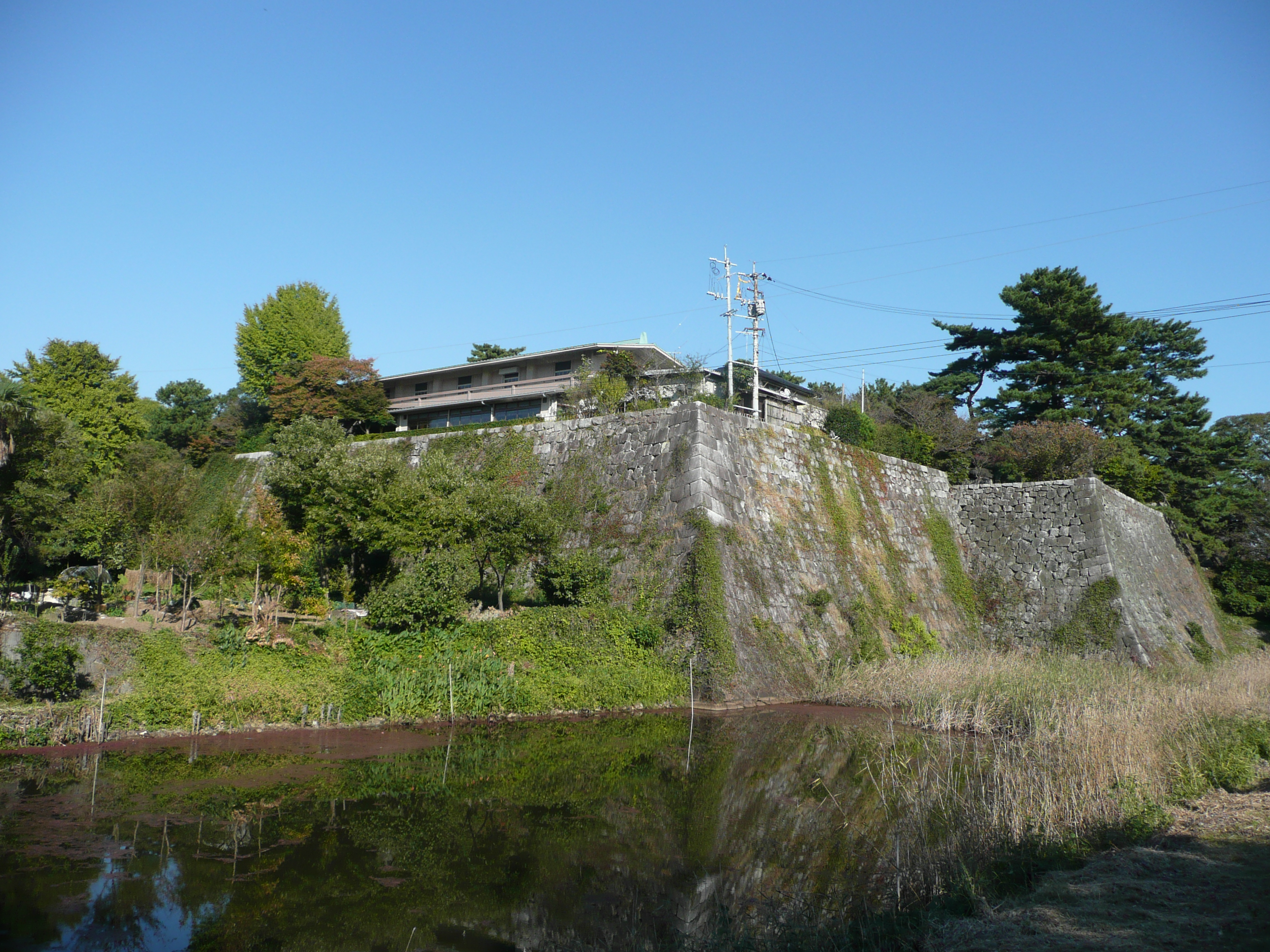
久留米城

久留米藩（日语：／ Kurume han */?）是日本江戶時代的藩屬領地。藩廳位於久留米城（今福岡縣久留米市）。藩主是有馬氏，又稱有馬藩。

## 歷史
室町時代及日本戰國時代是葡池氏的領土。豐臣氏統治時是小早川秀包的領土，關原之戰後，因秀包支持西軍而被沒收領土。江戶時代開府初期是田中吉政的領土，派遣城代管治。1620年田中忠政病逝，無子繼承。幕府將有馬氏有馬豐氏移封到這裡，石高收入為21萬石。

### 歷任藩主
（*久留米小早川家）
1. （小早川秀包）

- 有馬家

外様　21萬石
1. 豐氏（1620年－1642年）
2. 忠賴（1642年－1655年）
3. 賴利（1655年－1668年）
4. 賴元（1668年－1705年）
5. 賴旨（1705年－1706年）
6. 則維（1706年－1729年）
7. 賴徸（1729年－1783年）
8. 賴貴（1784年－1812年）
9. 賴德（1812年－1844年）
10. 賴永（1844年－1846年）
11. 賴咸（1846年－1871年）

## 支藩
松崎藩是久留米藩短時間存在的一個支藩，石高收入為1萬石。位於筑後國御原郡松崎。1668年設藩。1684年因有馬豐祐之姊的丈夫土屋雄隆家內問題被廢藩。其領土1697年歸還給久留米。

### 歷任藩主
1. 豐祐（1668－1684年）